# Тире
Тире́ (фр. tiret, от tirer — «тянуть») — один из знаков препинания, применяемый во многих языках. В русскую письменность тире ввёл писатель и историк Н. М. Карамзин. Правила употребления и название этого знака установились не сразу. Он был описан в «Российской грамматике» А. А. Барсова, где был именован «молчанка», затем — «черта», а позднее — «знак мыслеотделительный» (в «Сокращённой русской грамматике» А. Х. Востокова).
В правилах русской пунктуации и типографики упоминается единый знак «тире». В терминах компьютерных технологий (пришедших из английской типографики) он соответствует так называемому длинному тире (англ. em dash).

## Использование в русском языке
Тире, прежде всего, означает пропуски — пропуск связки в сказуемом, пропуск члена предложения в неполных предложениях и в предложениях с нулевым сказуемым, пропуск противительных союзов. Тире как бы компенсирует эти пропущенные слова, сохраняет принадлежащее им место, например:
- «Солотча — извилистая, неглубокая река» (К. Паустовский) — пропуск связки;
- «За шоссе — берёзовый лесок» (И. Бунин) — обозначение нулевого сказуемого в эллиптическом предложении;
- «Нина несла кашу, Витя — пустую кастрюльку с ложкой» (К. Федин) — пропуск сказуемого в неполном предложении;
- «Он считал, что у Бетховена своя „Лунная соната“, а у него — своя, и ещё неизвестно, которая лучше» (В. Каверин) — пропуск подлежащего в неполном предложении;
- «Не с ним — с огнём теперь веду я речь» (И. Снегов) — пропуск противительного союза между однородными членами в простом предложении;
- «В историю впишется он [год 1941-й] особо: не тихий, как многие, — грозовой» (С. Щипачёв) — пропуск противительного союза между однородными членами в простом предложении;
- «Лето припасает — зима поедает» (пословица) — пропуск противительного союза в сложном предложении.

Вторая функция тире — смысловая: передача значений условия, времени, сравнения, следствия, противопоставления и сопоставления в тех случаях, когда эти значения не выражены (опять-таки — пропущены) лексически, то есть союзами.
Такие функции свойственны тире в бессоюзных сложных предложениях, при оформлении которых большую роль играет интонация: первая часть таких предложений произносится с резко нарастающим повышением тона и глубокой паузой перед второй частью, на границе частей и ставится тире. Вот примеры таких предложений:
- «Биться в одиночку — жизни не перевернуть» (Н. Островский) — первая часть предложения означает условие;
- «Проснулся — прабабушки не было, а остальные пили чай» (В. Панова) — в первой части обозначено время;
- «Буланка рванулась, упала на колени, вскочила — воз не пошевелился» (М. Алексеев) — во второй части заключено противопоставление;
- «Она вспомнила Винклера — мёртвая тоска внезапно сжала ей сердце и вернула силы» (К. Паустовский) — вторая часть заключает в себе следствие, вывод из того, о чём сообщается в первой части.

### Пунктуация
- на месте опущенного глагола есть перед именным сказуемым (А гений и злодейство — две вещи несовместные); тире не ставится, когда пропущены глаголы бытия и движения: Книги на полке;
- между именами собственными, совокупностью которых называется учение, явление и т. п. (уравнение Менделеева — Клапейрона; матч Каспаров — Карпов);
- между именами нарицательными, сочетание которых служит определением (отношения учитель — ученик; проблема человек — общество — природа);
- для подчёркивания слов, стоящих в конце предложения, обычно обстоятельств: (И опять побрёл по улице рикша — на этот раз к отелю);
- для подчёркивания противопоставления (Страшно, сладко, неизбежно, надо / Мне — бросаться в многопенный вал, / Вам — зеленоглазою наядой / Петь, плескаться у ирландских скал); тире не ставится перед противительными союзами а и но (ставится запятая);
- при именительном падеже темы, тесно связанной с основным предложением (Дорога в дождь — она не сладость), или в вопросительных предложениях (Парапсихология — это трюк или реальность?);
- между однородными членами при пропуске противительного союза (знание законов не желательно — обязательно);
- между однородными членами для обозначения резкого и неожиданного перехода (Хотел всегда жить в городе — и вот кончаю жизнь в деревне);
- перед обобщающим словом (И эти поездки, и наши с ней разговоры — всё проникнуто было щемящей, безысходной тоской);
- после перечисления, если им предложение не заканчивается (Повсюду: в клубе, на улицах, на скамейках у ворот, в домах — происходили шумные разговоры);
- после интонационной паузы (Лежали мёртвые — и лепетали ужасную, неведомую речь);
- в стилистических целях после союзов и их сочетаний с частицами (…прилегла на камень и — уснула);
- обозначения прямой речи (— Именно то, что наиболее естественно, — заметил Бол-Кунац, — менее всего подобает человеку);
- в значении «от — до» (поезд Москва — Сочи; весна — осень; за первые десять — пятнадцать лет);
- указания диапазонов значений; в этом случае его не отбивают пробелами и ставят вплотную к цифрам (1941—1945 гг., 30—40 граммов);
- на месте пропущенных членов предложения и их частей (Всё лучшее — детям);
- и в других случаях, согласно правилам русского языка[4].

### Типографика
Тире не должно быть в начале строки, за исключением случая перед началом прямой речи (ставится длинное тире) и использования тире в качестве маркеров пунктов перечисления в списках (ставится короткое тире).
Тире отбивается пробелами по следующим правилам:
- после тире, стоящих в начале абзаца (при прямой речи или в списках), ставится неразрывный пробел обычного размера;
- тире, обозначающее диапазон значений, границы которого заданы числами (1941—1945, XVI—XVII), пробелами не отбивают;
- вокруг всех остальных тире предписывается ставить узкие (2 пункта) пробелы, причём перед тире пробел должен быть неразрывным. Однако из-за технических ограничений компьютерного набора нередко вместо укороченных пробелов ставят обычные; такая практика допускается и официально «в изданиях оперативной полиграфии»;
- тире, идущее за запятой или точкой, по академическим правилам набирается без пробела, однако в современных шрифтах такой набор выглядит некрасиво и от этого требования практически отказались.

Несмотря на фактическое присутствие как длинного, так и короткого варианта тире (отличного от дефиса) в типографике, их названия, по-видимому, не оговаривались. (См. пример из Большой советской энциклопедии под редакцией О. Ю. Шмидта: В испанской церковной скульптуре 17 в. натурализм принимает почти устрашающие формы, к-рые, несмотря на всю их красоту, напоминают почти фантомы паноптикума (Хуан Мартинес Монтаньес-«Голова Марии», Берлин; Алонсо Кано — «Голова Крестителя», Гранада и мн. др.).
Не оговаривалось и применение пробела: оно являлось ситуативным и соответствовало применению разрядки или сжатого текста в зависимости от нужд набора и достатка места на листе. Нормой первой половины XX века при отсутствии разрядки было отсутствие пробела (или весьма незначительный пробел) вокруг любого типа тире.
Длина русского тире правилами современной пунктуации и типографики также не оговаривается: неявно предполагается, что существует единственный знак тире, а длина его определяется шрифтом (для набора на узкую колонку может быть выбран шрифт с более короткими тире).
Однако в последнее время (с распространением компьютерных издательских систем, в которых, по традициям англоязычных стран, в типографской номенклатуре наличествуют «длинное» [em dash] и «среднее» [en dash] тире) в русскую издательскую практику проникают и элементы их одновременного использования. Русское тире в большинстве случаев отождествляется при этом с англо-американским «длинным» тире, а «среднее» (или же цифровое) встречается преимущественно между цифровыми числовыми границами диапазонов (напр., 1914–1918).

## Англо-американская пунктуация

### Длинное тире
- для указания внезапной остановки повествования;
- выделения вводного предложения;
- обозначения открытого диапазона (так называемое висячее тире) (John Smith, 1981—);
- может использоваться и в тех же случаях, что и двоеточие.

### Среднее тире
Используется для обозначения интервалов (New York–London flight; June–July 1967, For ages 3–5, в последних случаях предпочтительно используют цифровое тире), соединения сложных слов, содержащих дефисы (high-priority–high-pressure tasks), и разделения заголовков в составных названиях (как правило, музыкальных релизов и компьютерных игр: Rockin’ Every Night – Live in Japan; Dragon Age: Origins – Awakening). Иногда среднее тире называют коротким тире или полутире.

### Цифровое тире
Используется в качестве разделителя в выражениях из одних чисел (например, в телефонных номерах: 123‒45‒67).
Похоже на среднее тире, но с шириной, равной ширине цифры в выбранном шрифте. Вертикальное положение также может быть отцентрировано по нулевой цифре и, таким образом, выше, чем короткое тире и длинное тире, которые подходят для использования со строчным текстом в вертикальном положении, подобном дефису. Поэтому цифровое тире может быть предпочтительнее короткого тире для указания закрытого диапазона значений.

## Графические варианты
| –                                                           |                      |   |   |   |   |   |   |   |   |   |
| \| ◄ \| RLM \| ‐ \| ‑ \| ‒ \| – \| — \| ― \| ‖ \| ‗ \| ► \| |                      |   |   |   |   |   |   |   |   |   |
| Характеристики                                              |                      |   |   |   |   |   |   |   |   |   |
| Название                                                    | en dash              |   |   |   |   |   |   |   |   |   |
| Юникод                                                      | U+2013               |   |   |   |   |   |   |   |   |   |
| HTML-код                                                    | &#8211; или &#x2013; |   |   |   |   |   |   |   |   |   |
| UTF-16                                                      | 0x2013               |   |   |   |   |   |   |   |   |   |
| URL-код                                                     | %E2%80%93            |   |   |   |   |   |   |   |   |   |
| Мнемоника                                                   | &ndash;              |   |   |   |   |   |   |   |   |   |
| ◄                                                           | RLM                  | ‐ | ‑ | ‒ | – | — | ― | ‖ | ‗ | ► |

| ◄ | RLM | ‐ | ‑ | ‒ | – | — | ― | ‖ | ‗ | ► |

| —                                                         |                      |   |   |   |   |   |   |   |   |   |
| \| ◄ \| ‐ \| ‑ \| ‒ \| – \| — \| ― \| ‖ \| ‗ \| ‘ \| ► \| |                      |   |   |   |   |   |   |   |   |   |
| Характеристики                                            |                      |   |   |   |   |   |   |   |   |   |
| Название                                                  | em dash              |   |   |   |   |   |   |   |   |   |
| Юникод                                                    | U+2014               |   |   |   |   |   |   |   |   |   |
| HTML-код                                                  | &#8212; или &#x2014; |   |   |   |   |   |   |   |   |   |
| UTF-16                                                    | 0x2014               |   |   |   |   |   |   |   |   |   |
| URL-код                                                   | %E2%80%94            |   |   |   |   |   |   |   |   |   |
| Мнемоника                                                 | &mdash;              |   |   |   |   |   |   |   |   |   |
| ◄                                                         | ‐                    | ‑ | ‒ | – | — | ― | ‖ | ‗ | ‘ | ► |

| ◄ | ‐ | ‑ | ‒ | – | — | ― | ‖ | ‗ | ‘ | ► |

| ‒                                                             |                      |     |   |   |   |   |   |   |   |   |
| \| ◄ \| LRM \| RLM \| ‐ \| ‑ \| ‒ \| – \| — \| ― \| ‖ \| ► \| |                      |     |   |   |   |   |   |   |   |   |
| Характеристики                                                |                      |     |   |   |   |   |   |   |   |   |
| Название                                                      | figure dash          |     |   |   |   |   |   |   |   |   |
| Юникод                                                        | U+2012               |     |   |   |   |   |   |   |   |   |
| HTML-код                                                      | &#8210; или &#x2012; |     |   |   |   |   |   |   |   |   |
| UTF-16                                                        | 0x2012               |     |   |   |   |   |   |   |   |   |
| URL-код                                                       | %E2%80%92            |     |   |   |   |   |   |   |   |   |
| ◄                                                             | LRM                  | RLM | ‐ | ‑ | ‒ | – | — | ― | ‖ | ► |

| ◄ | LRM | RLM | ‐ | ‑ | ‒ | – | — | ― | ‖ | ► |

| ―                                                         |                      |   |   |   |   |   |   |   |   |   |
| \| ◄ \| ‑ \| ‒ \| – \| — \| ― \| ‖ \| ‗ \| ‘ \| ’ \| ► \| |                      |   |   |   |   |   |   |   |   |   |
| Характеристики                                            |                      |   |   |   |   |   |   |   |   |   |
| Название                                                  | horizontal bar       |   |   |   |   |   |   |   |   |   |
| Юникод                                                    | U+2015               |   |   |   |   |   |   |   |   |   |
| HTML-код                                                  | &#8213; или &#x2015; |   |   |   |   |   |   |   |   |   |
| UTF-16                                                    | 0x2015               |   |   |   |   |   |   |   |   |   |
| URL-код                                                   | %E2%80%95            |   |   |   |   |   |   |   |   |   |
| ◄                                                         | ‑                    | ‒ | – | — | ― | ‖ | ‗ | ‘ | ’ | ► |

| ◄ | ‑ | ‒ | – | — | ― | ‖ | ‗ | ‘ | ’ | ► |

| ⸺                                                         |                       |   |   |   |   |   |   |   |   |   |
| \| ◄ \| ⸶ \| ⸷ \| ⸸ \| ⸹ \| ⸺ \| ⸻ \| ⸼ \| ⸽ \| ⸾ \| ► \| |                       |   |   |   |   |   |   |   |   |   |
| Характеристики                                            |                       |   |   |   |   |   |   |   |   |   |
| Название                                                  | two-em dash           |   |   |   |   |   |   |   |   |   |
| Юникод                                                    | U+2E3A                |   |   |   |   |   |   |   |   |   |
| HTML-код                                                  | &#11834; или &#x2e3a; |   |   |   |   |   |   |   |   |   |
| UTF-16                                                    | 0x2E3A                |   |   |   |   |   |   |   |   |   |
| URL-код                                                   | %E2%B8%BA             |   |   |   |   |   |   |   |   |   |
| ◄                                                         | ⸶                     | ⸷ | ⸸ | ⸹ | ⸺ | ⸻ | ⸼ | ⸽ | ⸾ | ► |

| ◄ | ⸶ | ⸷ | ⸸ | ⸹ | ⸺ | ⸻ | ⸼ | ⸽ | ⸾ | ► |

| ⸻                                                         |                       |   |   |   |   |   |   |   |   |   |
| \| ◄ \| ⸷ \| ⸸ \| ⸹ \| ⸺ \| ⸻ \| ⸼ \| ⸽ \| ⸾ \| ⸿ \| ► \| |                       |   |   |   |   |   |   |   |   |   |
| Характеристики                                            |                       |   |   |   |   |   |   |   |   |   |
| Название                                                  | three-em dash         |   |   |   |   |   |   |   |   |   |
| Юникод                                                    | U+2E3B                |   |   |   |   |   |   |   |   |   |
| HTML-код                                                  | &#11835; или &#x2e3b; |   |   |   |   |   |   |   |   |   |
| UTF-16                                                    | 0x2E3B                |   |   |   |   |   |   |   |   |   |
| URL-код                                                   | %E2%B8%BB             |   |   |   |   |   |   |   |   |   |
| ◄                                                         | ⸷                     | ⸸ | ⸹ | ⸺ | ⸻ | ⸼ | ⸽ | ⸾ | ⸿ | ► |

| ◄ | ⸷ | ⸸ | ⸹ | ⸺ | ⸻ | ⸼ | ⸽ | ⸾ | ⸿ | ► |

### Длинное тире
- В американской типографике, в отличие от европейской, не принято отбивать тире пробелами (In North American usage—and also in old British usage—an em dash is never surrounded by spaces). В некоторых изданиях встречаются своего рода односторонние отбивки: тире, используемые подобно скобкам, отбивают с внешней стороны.
- В испанской типографике тире в большинстве случаев не отбивается пробелами или отбивается пробелом с одной стороны (в случае, например, когда тире выполняют роль скобок или отделяют прямую речь от авторской).

### Среднее тире
Не отбивается пробелами, если используется для указания интервалов.
- В Германии и, в ряде случаев, в англо-американской типографике, принято вместо длинного тире использовать среднее, отбивая его пробелами (Wissen einbringen – die ersten Schritte sind ganz einfach!).

### Цифровое тире
Чуть выше других видов тире, так как обычные виды тире (включая дефис, дефис-минус и суррогатный двойной —) выровнены посередине высоты строчной буквы, а цифровое тире — посередине высоты цифры (глиф минуса согласуется с глифом знака плюс и центрируется на нулевой цифре).

Не отбивается пробелами (так же как и дефис).

### Двойное и тройное тире
В стилистическом справочнике The Chicago Manual of Style используется двойное тире (⸺) для указания на пропущенное слово или часть слова; при этом между написанной частью слова и символом пробел не ставится. Тройное тире (⸻) упоминается как знак, используемый в библиографиях для обозначения того же автора, что и в предыдущей записи, см. также знак повтора.

## Компьютерный набор
В иностранной (прежде всего англо-американской) пунктуации и типографике различается несколько тире разного размера и на разную высоту поднятых над строкой.
| Русское название | Название в юникоде | Код в юникоде (16-ричный) | Код в юникоде (десятичный) | Выглядит | Мнемокод в HTML 4                                     |
| ---------------- | ------------------ | ------------------------- | -------------------------- | -------- | ----------------------------------------------------- |
| Длинное тире     | EM DASH            | 2014                      | 8212                       | x—x, 8—8 | &mdash; (черта длиной в заглавную букву М)            |
| Среднее тире     | EN DASH            | 2013                      | 8211                       | x-x, 8-8 | &ndash; (черта длиной в заглавную букву N)            |
| Цифровое тире    | FIGURE DASH        | 2012                      | 8210                       | x‒x, 8‒8 | отсутствует (можно использовать &#8210; или &#x2012;) |

Способы ввода с клавиатуры так называемого длинного тире:
- Mac: ⌥ Opt+⇧ Shift+-,
- GNU/Linux: ⇧ Shift+Ctrl+U+2014 или Compose+-+-+-. В файлах раскладок для xkb символ называется «emdash».
- Windows — см. ниже.

В компьютерном наборе типично использование двух дефисов подряд в качестве суррогатного тире (Вот эта фраза -- пример такого использования). Это связано как с отсутствием тире во многих шрифтах и в раскладке (визуальной) клавиатур, так и со стандартной услугой автозамены программами — редакторами текста двойного дефиса на тире, значительно ускоряющей набор. Но при наборе в программах, не имеющих автозамены, подобное «тире» остаётся, и его впоследствии приходится исправлять вручную.
Некоторые текстовые процессоры предоставляют специальные способы ввода типографского тире.

### Microsoft Office
В MS Word можно нажать Ctrl+Num - для среднего тире (–) и Ctrl+Alt+Num - для длинного (—).

### Microsoft Windows
В операционной системе Microsoft Windows, чтобы напечатать знак, на клавиатуре нужно ввести комбинацию (цифры — на цифровой клавиатуре):
- Alt+0151 — для длинного тире;
- Alt+0150 — для среднего тире.

Для ввода тире удобно использовать типографскую раскладку Ильи Бирмана; кроме того, возможно создать собственную раскладку с помощью Microsoft Keyboard Layout Creator или правил автозамены в Punto Switcher.

### GNU/Linux
В операционных системах, использующих графический сервер X.Org, ввод символов типографики может быть осуществлён либо через типографскую раскладку (можно временно назначить переключение в неё клавишей Левый Super с помощью команды setxkbmap -option lv3:lwin_switch,misc:typo):
- Левый Super+- — для длинного тире,
- Левый Super+⇧ Shift+- — для среднего тире,

либо через клавишу Compose, которую надо предварительно назначить (временно — командой setxkbmap -option compose:menu на клавишу Menu):
- Compose+- - - — для длинного тире,
- Compose+- - . — для среднего тире.

### Android/iOS
Выбор разных тире появляется после нажатия и удержания клавиши дефиса.